# Мікседема
Мікседема — синдром, що виникає при гострому гіпотиреозі внаслідок тривалої недостатності гормонів щитоподібної залози. Внаслідок порушення білкового обміну розвивається набряк тканин організму. Термін вперше вжив британський вчений-медик Вільям Міллер Орд для опису слизового набряку шкіри та підшкірної клітковини, який виявив під час розтину двох хворих. Слово мікседема походить від μύξα, що взято з давньогрецької для передачі «слизу» або «слизуватої речовини», і ὁοίδημα для «набряк».
Одним із проявів мікседеми, що виникає в нижній кінцівці, є претібіальна мікседема, характерна ознака хвороби Грейвса, аутоімунної форми гіпертиреозу. Мікседема також може виникнути при тиреоїдиті Хашимото та інших тривалих формах гіпотиреозу.
Мікседема може виникнути в гомілці (претибіальна мікседема) і позаду очей (екзофтальм).

## Патогенез
Мікседема описує специфічну форму шкірного та шкірного набряку внаслідок посиленого відкладення компонентів сполучної тканини. Сполучні волокна розділені підвищеною кількістю білка і мукополісахаридів. До них можна віднести глікозаміноглікани, такі як гіалуронова кислота, хондроїтин сульфат та інші мукополісахариди.
У міжклітинних просторах збільшується вміст муцину і альбумінів. Онкотичний тиск тканинної рідини підвищується, внаслідок чого рідина затримується в тканинах, викликаючи набряки. Основний обмін при мікседемі падає на 30-40%.
Мікседема є причиною потовщення язика та слизових оболонок гортані та глотки, що призводить до невиразної мови та хрипоти, що часто спостерігається при гіпотиреозі.

## Симптоми
При мікседемі спостерігається виражений набряк шкіри, а також симптомокомплекс гіпотиреозу:
- Млявість
- Сонливість
- Зниження пам'яті і працездатності
- Загальна загальмованість
- Запори
- Випадіння волосся
- Уповільнення пульсу (брадикардія)
- менше 60 уд/хв

## Моніторинг
Первинне лікування зумовлюється введенням адекватних доз гормону щитоподібної залози L-тироксину внутрішньовенно, або введенням ліотироніну через назогастральний зонд. Важливо виявити та лікувати стан, що спричиняє кому. Мікседемна кома зустрічається рідко, але часто призводить до летального результату. Найчастіше зустрічається у літніх жінок і може бути помилково прийнято за одне з хронічних виснажливих захворювань, характерних для цієї вікової групи. Хоча точна причина мікседеми досі не ясна, численні дослідження продемонстрували важливість йоду.